# Prawybory prezydenckie Partii Demokratycznej w 2024 roku
Prawybory prezydenckie Partii Demokratycznej w 2024 roku – seria prawyborów mająca na celu wyłonić delegatów na konwencję Partii Demokratycznej, aby uczestniczyli w wyborze kandydata Partii Demokratycznej w wyborach prezydenckich w Stanach Zjednoczonych w 2024 roku. Wybierani delegaci są przypisani do konkretnego kandydata, którego popierają.

## Przebieg
Pierwszą osobą, która ogłosiła swoją kandydaturę z ramienia Partii Demokratycznej i osiągnęła znaczący wynik w sondażach była Marianne Williamson. Zamiar ubiegania się o stanowisko prezydenta zadeklarowała 4 marca 2023 roku i do końca roku osiągała średni wynik od 4 do 8% w sondażach.
5 kwietnia 2023 roku swoją kandydaturę w prawyborach potwierdził Robert F. Kennedy Jr., bratanek byłego prezydenta Johna F. Kennedy'ego. W sondażach wielokrotnie osiągał wynik powyżej 15%.
25 kwietnia 2023 roku urzędujący prezydent Joe Biden ogłosił, że zamierza ubiegać się o reelekcję. Później przyznał, że głównym powodem jego decyzji było ogłoszenie swojej kandydatury przez byłego prezydenta Donalda Trumpa. Biden nazwał Trumpa zagrożeniem dla kraju i wyraził opinię, że przez Trumpa demokracja jest zagrożona. Wyraził też przekonanie, że ma największe szanse na pokonanie Trumpa w wyborach. Do końca 2023 roku pozostał faworytem prawyborów, w sondażach średnio zachowując poparcie większości wyborców.
Krajowy Komitet Partii Demokratycznej jeszcze przed prawyborami poparł urzędującego prezydenta Joego Bidena i nie zaplanował żadnych debat prawyborczych. W Stanach Zjednoczonych urzędujący prezydenci nie brali udziału w debatach prawyborczych od ponad 40 lat. Mimo to decyzja Krajowego Komitetu spotkała się z krytyką pozostałych głównych kandydatów, Marianne Williamson i Roberta F. Kennedy'ego Jr.
10 października 2023 Robert F. Kennedy Jr. zrezygnował z udziału w prawyborach i ogłosił zamiar ubiegania się o urząd prezydenta jako kandydat niezależny, ponieważ reprezentuje populistyczny ruch, który odrzuca podział na lewicę i prawicę.
27 października 2023 roku swoją kandydaturę oficjalnie zgłosił Dean Phillips, który do końca roku w sondażach osiągał średni wynik od 3 do 7%.
7 lutego 2024 Marianne Williamson wycofała się z kampanii wyborczej z powodu nieznacznego poparcia i niskich szans na wygraną. Pod koniec lutego ogłosiła jednak wznowienie kampanii, po tym jak zajęła trzecie miejsce w prawyborach w Maryland. 
6 marca 2024 roku Dean Phillips wycofał swoją kandydaturę i poparł Joego Bidena. 
5 marca 2024 roku w superwtorek po raz pierwszy Joe Biden nie zdobył większości głosów w jednym z terytoriów. Było to Samoa Amerykańskie, gdzie wygrał lokalny przedsiębiorca i inwestor Jason Palmer.
Po słabym występie Bidena w debacie prezydenckiej w czerwcu 2024 roku, wielu Demokratów wezwało go do zawieszenia kampanii. Pomimo początkowego oporu, Biden wycofał się z wyścigu 21 lipca i poparł wiceprezydent Kamalę Harris. Ze względu na obawy dotyczące terminów głosowania w Ohio, partia 2 sierpnia przeprowadziła wirtualne głosowanie delegatów w celu wybrania kandydata partii przed osobistą konwencją, na której Harris zapewniła sobie większość głosów delegatów. Harris zapewniła sobie nominację po zamknięciu głosowania 5 sierpnia.

## Kandydaci

### Nominat
| Kandydat      | Data rozpoczęcia kampanii | Pełnione urzędy publiczne, jeśli były, lub zawód w przeciwnym razie | Logo kampanii |
| ------------- | ------------------------- | ------------------------------------------------------------------- | ------------- |
| Kamala Harris | 21 lipca 2024(dts)        | Wiceprezydent Stanów Zjednoczonych, senator z Kalifornii            |               |

### Wycofali się po prawyborach
| Kandydat            | Data rozpoczęcia kampanii                               | Data zakończenia kampanii                                  | Pełnione urzędy publiczne, jeśli były, lub zawód w przeciwnym razie                    | Logo kampanii |
| ------------------- | ------------------------------------------------------- | ---------------------------------------------------------- | -------------------------------------------------------------------------------------- | ------------- |
| Joe Biden           | 25 kwietnia 2023(dts)                                   | 21 lipca 2024(dts) (poparł Kamalę Harris)                  | Prezydent Stanów Zjednoczonych, wiceprezydent Stanów Zjednoczonych, senator z Delaware |               |
| Marianne Williamson | 4 marca 2023(dts) 28 lutego 2024(dts) 2 lipca 2024(dts) | 7 lutego 2024(dts) 11 czerwca 2024(dts) 29 lipca 2024(dts) | Autorka książek i aktywistka                                                           |               |

### Wycofali się podczas prawyborów
| Kandydat      | Data rozpoczęcia kampanii | Data zakończenia kampanii                                      | Pełnione urzędy publiczne, jeśli były, lub zawód w przeciwnym razie | Logo kampanii |
| ------------- | ------------------------- | -------------------------------------------------------------- | ------------------------------------------------------------------- | ------------- |
| Jason Palmer  | 22 października 2023(dts) | 15 maja 2024(dts) (poparł Joego Bidena, później Kamalę Harris) | Przedsiębiorca i inwestor                                           |               |
| Dean Phillips | 26 października 2023(dts) | 6 marca 2024(dts) (poparł Joego Bidena, później Kamalę Harris) | Członek Izby Reprezentantów z 3. dystryktu Minnesoty                |               |

### Wycofali się przed prawyborami
| Kandydat              | Data rozpoczęcia kampanii | Data zakończenia kampanii                                                                                 | Pełnione urzędy publiczne, jeśli były, lub zawód w przeciwnym razie | Logo kampanii |
| --------------------- | ------------------------- | --- | ------------------------------------------------------------------- | ------------- |
| Robert F. Kennedy Jr. | 19 kwietnia 2023(dts)     | 9 października 2023(dts) (wystartował w wyborach jako kandydat niezależny, później poparł Donalda Trumpa) | Prawnik, aktywista antyszczepionkowy                                |               |

## Debaty

### Lista debat i uczestników
| Data                  | Miejsce                   | Uczestnicy                                     | Organizatorzy       | Prowadzący    |
| --------------------- | ------------------------- | ---------------------------------------------- | ------------------- | ------------- |
| 8 stycznia 2024(dts)  | Manchester, New Hampshire | Dean Phillips, Marianne Williamson             | New England College | Josh McElveen |
| 12 stycznia 2024(dts) | Nowy Jork, Nowy Jork      | Dean Phillips, Marianne Williamson, Cenk Uygur | NewsNation          | Dan Abrams    |

## Wyniki według terytoriów
| Data                                      | Terytorium          | Liczba delegatów | Liczba delegatów | Liczba delegatów | Liczba delegatów    | Liczba delegatów | Liczba delegatów |
| Data                                      | Terytorium          | Razem            | Joe Biden        | Dean Phillips    | Marianne Williamson | Jason Palmer     | Bezstronny       |
| ----------------------------------------- | ------------------- | ---------------- | ---------------- | ---------------- | ------------------- | ---------------- | ---------------- |
| Odwołane                                  | Floryda             | 224              | 224              | 0                | 0                   | 0                | 0                |
| Odwołane                                  | Delaware            | 19               | 19               | 0                | 0                   | 0                | 0                |
| 23 stycznia 2024(dts)                     | New Hampshire       | 0                | 0                | 0                | 0                   | 0                | 0                |
| 3 lutego 2024(dts)                        | Karolina Południowa | 55               | 55               | 0                | 0                   | 0                | 0                |
| 6 lutego 2024(dts)                        | Nevada              | 36               | 36               | 0                | 0                   | 0                | 0                |
| 27 lutego 2024(dts)                       | Michigan            | 117              | 115              | 0                | 0                   | 0                | 2                |
| 12 stycznia 2024(dts) – 5 marca 2024(dts) | Iowa                | 40               | 40               | 0                | 0                   | 0                | 0                |
| 5 marca 2024(dts)                         | Alabama             | 52               | 52               | 0                | 0                   | 0                | 0                |
| 5 marca 2024(dts)                         | Arkansas            | 31               | 31               | 0                | 0                   | 0                | 0                |
| 5 marca 2024(dts)                         | Kalifornia          | 424              | 424              | 0                | 0                   | 0                | 0                |
| 5 marca 2024(dts)                         | Karolina Północna   | 116              | 116              | 0                | 0                   | 0                | 0                |
| 5 marca 2024(dts)                         | Kolorado            | 72               | 72               | 0                | 0                   | 0                | 0                |
| 5 marca 2024(dts)                         | Maine               | 24               | 24               | 0                | 0                   | 0                | 0                |
| 5 marca 2024(dts)                         | Massachusetts       | 92               | 91               | 0                | 0                   | 0                | 1                |
| 5 marca 2024(dts)                         | Minnesota           | 75               | 64               | 0                | 0                   | 0                | 11               |
| 5 marca 2024(dts)                         | Oklahoma            | 36               | 36               | 0                | 0                   | 0                | 0                |
| 5 marca 2024(dts)                         | Samoa Amerykańskie  | 3                | 3                | 0                | 0                   | 3                | 0                |
| 5 marca 2024(dts)                         | Tennessee           | 63               | 63               | 0                | 0                   | 0                | 0                |
| 5 marca 2024(dts)                         | Teksas              | 244              | 244              | 0                | 0                   | 0                | 0                |
| 5 marca 2024(dts)                         | Utah                | 30               | 30               | 0                | 0                   | 0                | 0                |
| 5 marca 2024(dts)                         | Wirginia            | 99               | 99               | 0                | 0                   | 0                | 0                |
| 5 marca 2024(dts)                         | Vermont             | 16               | 16               | 0                | 0                   | 0                | 0                |
| 6 marca 2024(dts)                         | Hawaje              | 22               | 15               | 0                | 0                   | 0                | 7                |
| 12 marca 2024(dts)                        | Zagranica           | 13               | 13               | 0                | 0                   | 0                | 0                |
| 12 marca 2024(dts)                        | Georgia             | 108              | 108              | 0                | 0                   | 0                | 0                |
| 12 marca 2024(dts)                        | Mariany Północne    | 6                | 6                | 0                | 0                   | 0                | 0                |
| 12 marca 2024(dts)                        | Missisipi           | 35               | 35               | 0                | 0                   | 0                | 0                |
| 12 marca 2024(dts)                        | Waszyngton          | 92               | 90               | 0                | 0                   | 0                | 2                |
| 19 marca 2024(dts)                        | Arizona             | 72               | 72               | 0                | 0                   | 0                | 0                |
| 19 marca 2024(dts)                        | Illinois            | 147              | 147              | 0                | 0                   | 0                | 0                |
| 19 marca 2024(dts)                        | Kansas              | 33               | 33               | 0                | 0                   | 0                | 0                |
| 19 marca 2024(dts)                        | Ohio                | 127              | 124              | 3                | 0                   | 0                | 0                |
| 23 marca 2024(dts)                        | Luizjana            | 48               | 48               | 0                | 0                   | 0                | 0                |
| 23 marca 2024(dts)                        | Missouri            | 64               | 61               | 0                | 0                   | 0                | 3                |
| 30 marca 2024(dts)                        | Dakota Północna     | 13               | 13               | 0                | 0                   | 0                | 0                |
| 2 kwietnia 2024(dts)                      | Connecticut         | 60               | 60               | 0                | 0                   | 0                | 0                |
| 2 kwietnia 2024(dts)                      | Nowy Jork           | 268              | 268              | 0                | 0                   | 0                | 0                |
| 2 kwietnia 2024(dts)                      | Rhode Island        | 26               | 25               | 0                | 0                   | 0                | 1                |
| 2 kwietnia 2024(dts)                      | Wisconsin           | 82               | 82               | 0                | 0                   | 0                | 0                |
| 13 kwietnia 2024(dts)                     | Alaska              | 15               | 15               | 0                | 0                   | 0                | 0                |
| 13 kwietnia 2024(dts)                     | Wyoming             | 13               | 13               | 0                | 0                   | 0                | 0                |
| 23 kwietnia 2024(dts)                     | Pensylwania         | 159              | 159              | 0                | 0                   | 0                | 0                |
| 28 kwietnia 2024(dts)                     | Portoryko           | 55               | 55               | 0                | 0                   | 0                | 0                |
| 7 maja 2024(dts)                          | Indiana             | 79               | 79               | 0                | 0                   | 0                | 0                |
| 14 maja 2024(dts)                         | Maryland            | 95               | 95               | 0                | 0                   | 0                | 0                |
| 14 maja 2024(dts)                         | Nebraska            | 29               | 28               | 1                | 0                   | 0                | 0                |
| 14 maja 2024(dts)                         | Wirginia Zachodnia  | 20               | 20               | 0                | 0                   | 0                | 0                |
| 21 maja 2024(dts)                         | Kentucky            | 53               | 45               | 0                | 0                   | 0                | 8                |
| 21 maja 2024(dts)                         | Oregon              | 66               | 66               | 0                | 0                   | 0                | 0                |
| 23 maja 2024(dts)                         | Idaho               | 23               | 23               | 0                | 0                   | 0                | 0                |
| 4 czerwca 2024(dts)                       | Dystrykt Kolumbii   | 20               | 20               | 0                | 0                   | 0                | 0                |
| 4 czerwca 2024(dts)                       | Montana             | 20               | 20               | 0                | 0                   | 0                | 0                |
| 4 czerwca 2024(dts)                       | New Jersey          | 126              | 124              | 0                | 0                   | 0                | 2                |
| 4 czerwca 2024(dts)                       | Nowy Meksyk         | 34               | 34               | 0                | 0                   | 0                | 0                |
| 4 czerwca 2024(dts)                       | Dakota Południowa   | 16               | 16               | 0                | 0                   | 0                | 0                |
| 8 czerwca 2024(dts)                       | Wyspy Dziewicze     | 7                | 7                | 0                | 0                   | 0                | 0                |
| 8 czerwca 2024(dts)                       | Guam                | 7                | 7                | 0                | 0                   | 0                | 0                |
| Suma                                      | Suma                | 3949             | 3905             | 4                | 0                   | 3                | 37               |